# Danh sách phim TVB năm 2013
Đây là danh sách phim truyền hình do TVB phát hành năm 2013.

## Top 10 phim xếp hạng cao nhất
| Xếp hạng | Tên                  | Tên tiếng Anh           | Tên tiếng Trung | Điểm số | Lượt xem tại Hồng Kông |
| -------- | -------------------- | ----------------------- | --------------- | ------- | ---------------------- |
| 1        | Bao la vùng trời 2   | Triumph In the Skies II | 衝上雲宵II      | 30.74   | 1.95 triệu             |
| 2        | Chân trời mơ ước     | Inbound Troubles        | 老表，你好嘢！  | 30      | 1.92 triệu             |
| 3        | Mỹ nhân hành động    | Bounty Lady             | My盛Lady        | 28.25   | 1.83 triệu             |
| 4        | Pháp võng truy kích  | Friendly Fire           | 法網狙擊        | 28      | 1.82 triệu             |
| 5        | Nữ cảnh tác chiến    | Sergeant Tabloid        | 女警愛作戰      | 27.76   | 1.78 triệu             |
| 6        | Giải mã nhân tâm 2   | A Great Way to Care II  | 仁心解碼II      | 27.4    | 1.76 triệu             |
| 7        | Hảo tâm tác quái     | A Change of Heart       | 好心作怪        | 27      | 1.73 triệu             |
| 8        | Pháp ngoại phong vân | Will Power              | 法外風雲        | 26.9    | 1.73 triệu             |
| 9        | Tam thế duyên        | Always and Ever         | 情逆三世缘      | 26.65   | 1.70 triệu             |
| 10       | Cự luân              | Brother's Keeper        | 巨輪            | 26.5    | 1.70 triệu             |

## Dòng phim thứ nhất
| Công chiếu                 | Tên             | Tên tiếng Anh  | Số tập | Diễn viên                                                                                         | Điểm số tb | Thể loại | Website |
| -------------------------- | --------------- | -------------- | ------ | ------------------------------------------------------------------------------------------------- | ---------- | -------- | ------- |
| (from 2012) 14/05– present | Mái ấm gia đình | Come Home Love | 500    | Lưu Đan, Từ Vinh, Lê Nặc Ý, Yvonne Lam, Quách Thiểu Vân, Carlo Ng, Gia Mân, Joey Law, Chu Tuệ Mẫn | TBA        | Hài kịch | [ 2 ]   |

## Dòng phim thứ hai
| Công chiếu               | Tên                      | Tên tiếng Anh               | Số tập | Diễn viên | Điểm số tb | Thể loại              | Website |
| ------------------------ | ------------------------ | --------------------------- | ------ | --- | ---------- | --------------------- | ------- |
| (from 2012) 18/12– 11/01 | Vòng quay hạnh phúc      | Missing You                 | 20     | Chung Gia Hân, Trần Trí, Lâm Hạ Vi, Tưởng Chí Quang, Nhạc Đồng, Calvin Chan | 26         | Drama                 | [ 3 ]   |
| 14/01– 8/02              | Chân trời mơ ước         | Inbound Troubles            | 20     | Quách Tấn An, Vương Tổ Lam, Vạn Ỷ Văn, Vương Uyển Chi, Trương Kế Thông, Thang Doanh Doanh, Tommy Wong, La Lan, Chu Mễ Mễ, Hồ Phong                                                            | 30         | Hài kịch              | [ 4 ]   |
| 11/02– 8/03              | Tình yêu bốn mùa         | Season of Love              | 20     | Wong Kwok-fai, Mã Quốc Minh, Hồ Hạnh Nhi, Từ Tử San, Ngô Trác Hy, Hồ Định Hân, La Trọng Khiêm, Vương Hạo Tín, Lương Tĩnh Kỳ, Lương Liệt Duy                                                   | 24.25      | Tình cảm              | [ 5 ]   |
| 11/03– 5/04              | Nữ cảnh tác chiến        | Sergeant Tabloid            | 21     | Chu Lệ Kỳ, Tạ Thiên Hoa, Hoàng Trí Văn, Cao Quân Hiền, Chu Tuyền, Lữ Tuệ Nghi, Vương Quân Hinh, Hứa Thiệu Hùng, Chu Tuệ Mẫn                                                                   | 27.76      | Tình cảm, Hài kịch    | [ 6 ]   |
| 8/04– 10/05              | Thần thám Cao Luân Bố    | Bullet Brain                | 25     | Lê Diệu Tường, Ngao Gia Niên, Mã Trại, Tiêu Chính Nam, Đường Thi Vịnh | 24.2       | Giả tưởng, Trinh thám | [ 7 ]   |
| 13/05– 14/06             | Bãi biển tình yêu        | Slow Boat Home              | 25     | Hoàng Hạo Nhiên, Trần Triển Bằng, Trần Nhân Mỹ, Lý Thi, Diêu Tử Linh, Dương Minh, Nhạc Đồng                                                                                                   | 26.2       | Tình cảm              | [ 8 ]   |
| 17/06– 12/07             | Quý ông thời đại         | Awfully Lawful              | 20     | Chan Kam-ling, Quách Tấn An, Lý Tư Tiệp, Đơn Lập Văn, Tào Vĩnh Liêm, Trần Mẫn Chi, Lý Thi, Đằng Lệ Danh, Vương Quân Hinh                                                                      | 26.25      | Hài kịch              | [ 9 ]   |
| 15/07– 9/08              | Minh Bạch Liễu truyền kỳ | Karma Rider                 | 20     | Hoàng Hạo Nhiên, Hoàng Thúy Như, Mạch Trường Thanh, Trần Tự Dao, Leung Ka-ki, La Lan, Cung Gia Hân, Nhạc Đồng, Dương Minh                                                                     | 23.7       | Lịch sử               | [ 10 ]  |
| 12/08– 22/09             | Tam thế duyên            | Always and Ever             | 31     | Âu Dương Chấn Hoa, Quan Vịnh Hà, Ngao Gia Niên, Hoàng Trí Văn, Hoàng Trí Hiền, Quách Chính Hồng, Chu Thần Lệ, Tưởng Chí Quang, Viên Vỹ Hào, Thẩm Chấn Hiên, Cẩu Vân Tuệ                       | 26.65      | Giả tưởng, Tình cảm   | [ 11 ]  |
| 23/09– 2/11              | Cự luân                  | Brother's Keeper            | 32     | Trần Triển Bằng, Chung Gia Hân, Tiêu Chính Nam, Điền Nhụy Ni, Nguyễn Triệu Tường, Lý Tư Kỳ, Lưu Giang, Trương Kế Thông, Joseph Lee                                                            | 26.5       | Drama                 | [ 12 ]  |
| 4/11– 15/12              | Sứ mệnh 36 giờ 2         | The Hippocratic Crush II    | 30     | Ngô Khải Hoa, Mã Quốc Minh, Dương Di, Tô Ngọc Hoa, La Trọng Khiêm, Hoàng Trí Văn, Viên Vỹ Hào, Sầm Lệ Hương, Koo Ming-wah, Chu Thiên Tuyết, Hoàng Trí Hiền, Quách Chính Hồng, Hồ Bội Úy       | 26.1       | Y học                 | [ 13 ]  |
| 17/12– 10/01/2014        | Con đường ai oán         | Return of the Silver Tongue | 25     | Quách Tấn An, Điền Nhụy Ni, Hoàng Thúy Như, Mạch Trường Thanh, Lâm Hiểu Phong, Cheung Kwok-keung, Trịnh Tuấn Hoằng, Whitney Hui, Vương Quân Hinh, Rachel Kan, Yu Yeung, Yu Chi-ming, Tuyết Ni | 25         | Lịch sử               | [ 14 ]  |

## Dòng phim thứ ba
| Công chiếu               | Tên                   | Tên tiếng Anh           | Số tập | Diễn viên | Điểm số tb | Thể loại                    | Website |
| ------------------------ | --------------------- | ----------------------- | ------ | --- | ---------- | --------------------------- | ------- |
| (from 2012) 18/12– 18/01 | Pháp võng truy kích   | Friendly Fire           | 26     | Ng Lap-kwong, Tạ Thiên Hoa, Dương Di, Sâm Mỹ, Trần Mẫn Chi, Nguyễn Triệu Tường, Hứa Thiệu Hùng, Trần Vỹ, Vương Hạo Tín, Lương Liệt Duy       | 28         | Pháp luật                   | [ 15 ]  |
| 21/01– 15/02             | Ngọc tỷ kỳ án         | The Day of Days         | 20     | Hoàng Hạo Nhiên, Quách Thiện Ni, Trần Cẩm Hồng, Lâm Hạ Vi, Dương Minh, Đặng Kiện Hoằng, Mạch Trường Thanh, Nhạc Đồng                         | 25.6       | Drama                       | [ 16 ]  |
| 18/02– 15/03             | Định vị trái tim      | Reality Check           | 20     | Lý Tư Kỳ, Trần Triển Bằng, Mạch Trường Thanh, Hoàng Thúy Như, Trần Tú Châu, Trương Cảnh Thuần                                                | 25.75      | Drama                       | [ 17 ]  |
| 18/03– 19/04             | Giải mã nhân tâm 2    | A Great Way to Care II  | 25     | Phương Trung Tín, Dương Di, Mông Gia Tuệ, Hoàng Trí Hiền, Tiêu Chính Nam, Trần Nhân Mỹ, Tưởng Chí Quang, Trần-Trận Quốc Bang, Lương Liệt Duy | 27.4       | Y học, Trinh thám, Cảnh sát | [ 18 ]  |
| 22/04– 31/05             | Thâm cung nội chiến 2 | Beauty at War           | 30     | Đặng Tụy Văn, Thái Thiếu Phân, Ngũ Vịnh Vi, Trần Hào, Hoàng Đức Bân, Eddie Kwan                                                              | 20.6       | Lịch sử, Tình cảm           | [ 19 ]  |
| 3/06– 12/07              | Hảo tâm tác quái      | A Change of Heart       | 30     | Pang Mei-fung, Miêu Kiều Vỹ, Hoàng Tông Trạch, Chu Lệ Kỳ, Vạn Ỷ Văn, Hoàng Trí Văn, Vương Hạo Tín, Diêu Tử Linh, Viên Vỹ Hào, Cổ Hiểu Thần   | 27         | Drama                       | [ 20 ]  |
| 15/07– 8/09              | Bao la vùng trời 2    | Triumph In the Skies II | 43     | Ngô Trấn Vũ, Trương Trí Lâm, Hồ Hạnh Nhi, Trần Pháp Lạp, Ngô Trác Hy, Mã Quốc Minh, Hồ Định Hân, La Trọng Khiêm, Giang Mỹ Nghi               | 30.74      | Drama                       | [ 21 ]  |
| 9/09– 11/10              | Thần thương thư kích  | Sniper Standoff         | 25     | Trương Triệu Huy, Tạ Thiên Hoa, Châu Hải My, Từ Tử San, Sầm Lệ Hương, Joseph Lee, Trần Vỹ                                                    | 25.6       | Action                      | [ 22 ]  |
| 14/10– 22/11             | Pháp ngoại phong vân  | Will Power              | 32     | Lê Diệu Tường, Trần Hào, Trần Pháp Lạp, Ngũ Vịnh Vi, Trần Trí, Mã Trại, Nhạc Hoa, Chung Cảnh Huy, Vương Hạo Tín                              | 26.9       | Pháp luật, Hài kịch         | [ 23 ]  |
| 25/11– 20/12             | Mỹ nhân hành động     | Bounty Lady             | 20     | Leung Yan-tung, Hoàng Tử Hoa, Từ Tử San, Trần Mẫn Chi, Nguyễn Triệu Tường, Hứa Thiệu Hùng, Giang Mỹ Nghi, Lương Tĩnh Kỳ, Lâm Tử Thiện        | 28.25      | Hài kịch                    | [ 24 ]  |
| 23/12– 17/01uary 2014    | Cafe hữu tình         | Coffee Cat Mama         | 20     | Chan Kam-ling, Mễ Tuyết, Hoàng Tông Trạch, Hồ Định Hân, Vương Hạo Tín, Koo Ming-wah, Sầm Lệ Hương, Dương Ái Cẩn                              | 24         | Hài kịch                    | [ 25 ]  |